# Wilton House
Wilton House est un manoir situé à Wilton près de Salisbury dans le Wiltshire. Cette demeure est la gentilhommière des comtes de Pembroke depuis plus de 400 ans.

## Historique de l'édification
Le couvent bénédictin de Wilton disparut en mars 1539, lors de la Dissolution des monastères ordonnée par Henri VIII. En 1544, le roi accorde le domaine au premier comte de Pembroke William Herbert.
La demeure de style Tudor construite par William Herbert en 1551 ne subsiste que 80 ans; en effet, lorsqu’il accède au titre de comte de Pembroke en 1630, Philip Herbert 4e comte du nom, décide d’abattre l’aile Sud et d’ériger un nouveau complexe de salles d’apparat.
À cette occasion, l’architecte Inigo Jones conçoit les plans de cette nouvelle partie de style palladien, comme le qualifie Paul Morand : "palais italien, décor architectural d'Inigo Jones inspiré de recettes palladiennes"  (Réflexes et réflexions, 1939, p.91).
En 1801, appelé par George Herbert, 11e comte de Pembroke, James Wyatt modernise l’édifice et lui donne un style néogothique.

## Le domaine

### Les salles d'apparat

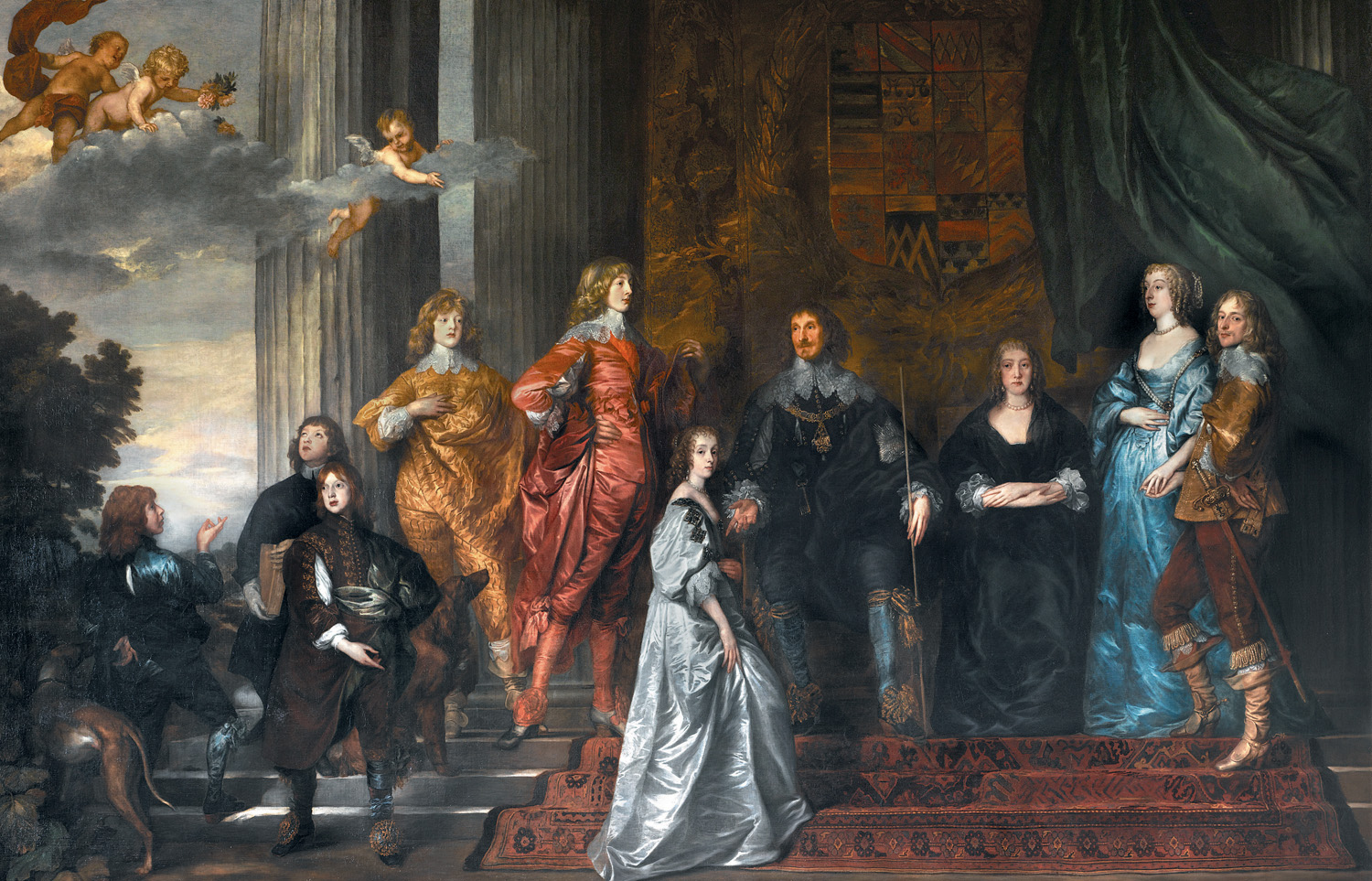
Dans la salle Double Cube, le portrait de famille de Philip Herbert 4e comte de Pembroke, avec son épouse Susan de Vere et sa famille, tableau de Anthony van Dyck (1634–35).

Wilton House est célèbre pour ses sept salles d'apparat (state room), œuvres attribuées à Inigo Jones. Il s'agit de :
- The Single Cube Room (9 m de côté et de haut) au plafond peint par le Cavalier d'Arpin, qui est, pense-t-on, la seule pièce ayant échappé à l'incendie de 1647.
- The Double Cube Room, longue de 18 m, large et haute de 9 m, datant de 1653, au plafond peint par Thomas De Critz.
- The Great Anteroom (la grande antichambre), qui servait d'entrée aux pièces d'apparat avant les modifications de 1801, contenant un portrait de sa mère par Rembrandt.
- The Colonnade Room, l'ancienne chambre d'apparat où subsistent les colonnes dorées qui entouraient le lit. Des tableaux de Joshua Reynolds y sont exposés.
- The Corner Room, au plafond peint par Luca Giordano et aux murs couverts de damas rouge.
- The Little Anteroom, dont le plafond a des panneaux peints  par Lorenzino da Bologna, donc plus anciens que cette partie du château.
- The Hunting Room (non ouverte à la visite)

### Les jardins
Ils ont été créés à partir de 1632 par l'élève d'Inigo Jones, Isaac de Caus (qui est peut-être le véritable architecte de Wilton House). Il réalisa là l'un des premiers jardins à la française connus en Angleterre, avec grottes en rocaille et jeux d'eau.
Au XVIIIe siècle des pelouses remplacent les parterres; en 1736-1737 le 9e comte, Henry Herbert, l'un des « comtes architectes », fait construire par Roger Morris (1695-1749) le pont "palladien" au-dessus de la Nadder, pont qui sera copié trois fois en Angleterre, en particulier à Prior Park, et dans le domaine de Tsarskoïe Selo en Russie où il porte le nom de Pont de Marbre.

## Divers
Selon Paul Morand (op.cit.) le poète Philip Sidney y écrivit Arcadie (1593) et Shakespeare joua Comme il vous plaira; 
il commente ainsi les portraits des Pembroke exposés : "(...) le touriste est introduit dans un salon où d'immenses Van Dyck le toisent du haut de leurs élégances élongées et frémissantes; il est ébloui par ces bêtes de race, séduit par ces corps fins et fragiles comme des lévriers russes. Devant les oeuvres du prolifique émigré flamand, miroirs qui réfléchissent à l'infini les traits de toute la famille Pembroke, je me répétais ce que j'avais toujours entendu dire depuis mon enfance, que sans cet artiste d'une exquise facilité, ni Gainsborough, ni Reynolds ni ce que l'on est convenu d'appeler la peinture anglaise n'auraient existé".

## Le manoir dans la culture
- Ce manoir est le lieu dans lequel se déroule l'action de la nouvelle Weihnachtabend, écrite par Keith Roberts;
- Des scènes de Barry Lyndon sont tournées dans le Double Cube en 1975, qui sert aussi dans Le Bounty  (1984) pour figurer la cour martiale qui jugea William Bligh;
- En 2005, des pièces sont utilisées pour représenter les appartements privés de Pemberley (qui ne peuvent être tournés à Chatsworth House) dans Orgueil et Préjugés de Joe Wright;
- En 2018, dans le film Tomb Raider de Roar Uthaug, les scènes se déroulant dans le manoir de la famille Croft ont été tournées dans ce manoir[1].
- Dans la série La Chronique des Bridgerton, Wilton House a été utilisée pour l'extérieur et l'entrée du domaine de Simon Basset, Hastings House[2].
- Wilton House est choisie pour être Donwell Abbey, le domaine de Mr Knightley, dans Emma, le film de 2020, même si, de l'avis même de la production, c'était juste un peu trop grand et un peu trop beau, trop plein de splendeur et de richesse - mais « c'était irrésistible... »[3].

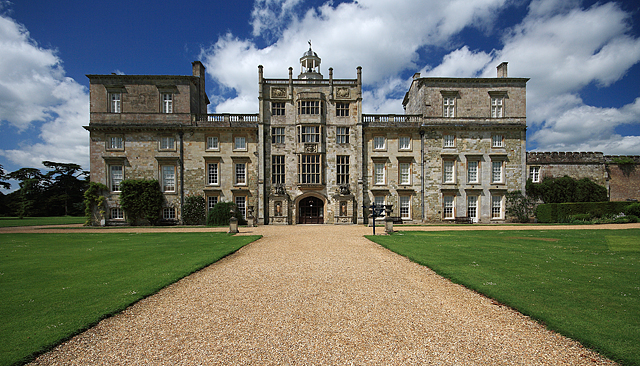
Façade est
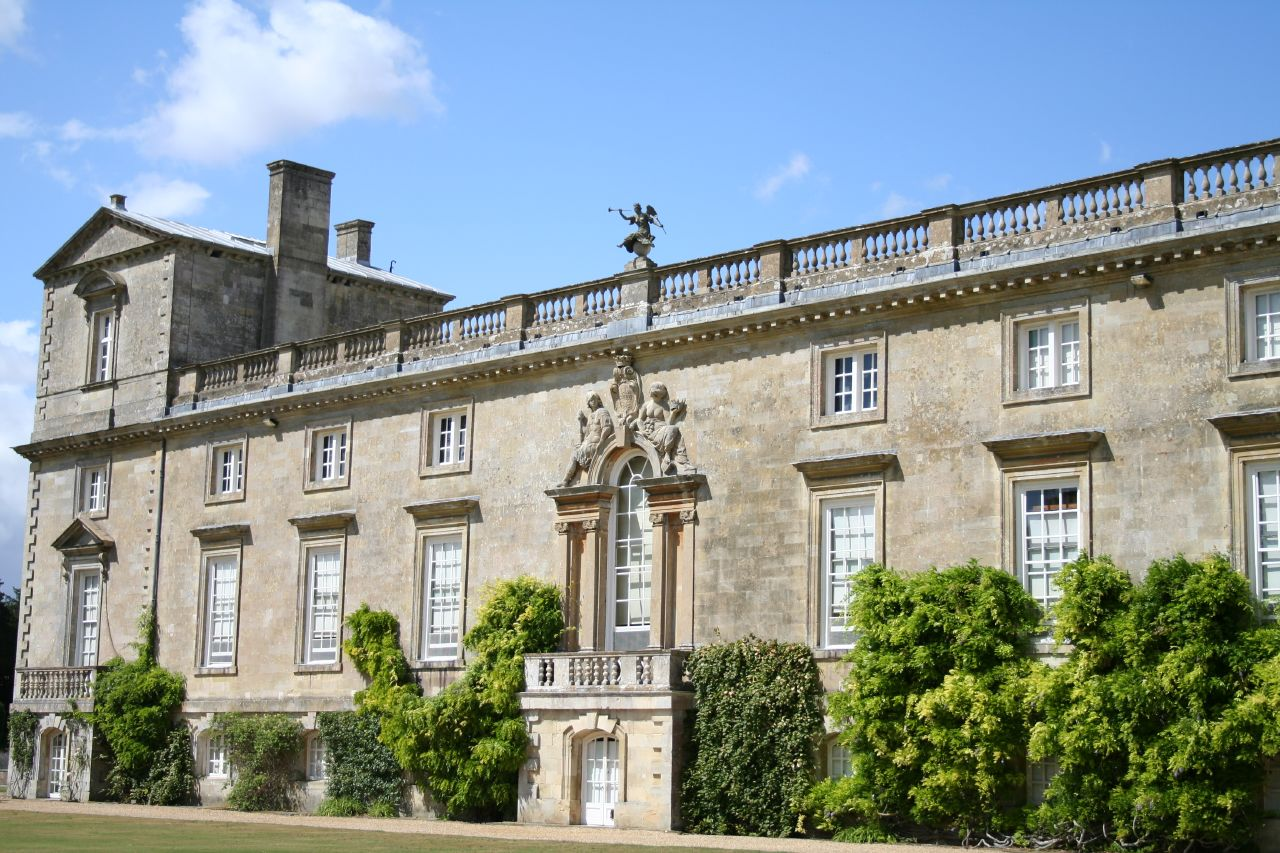
Vue latérale (côté sud)
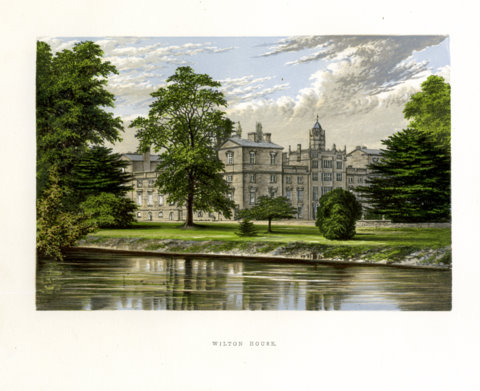
Gravure de 1880
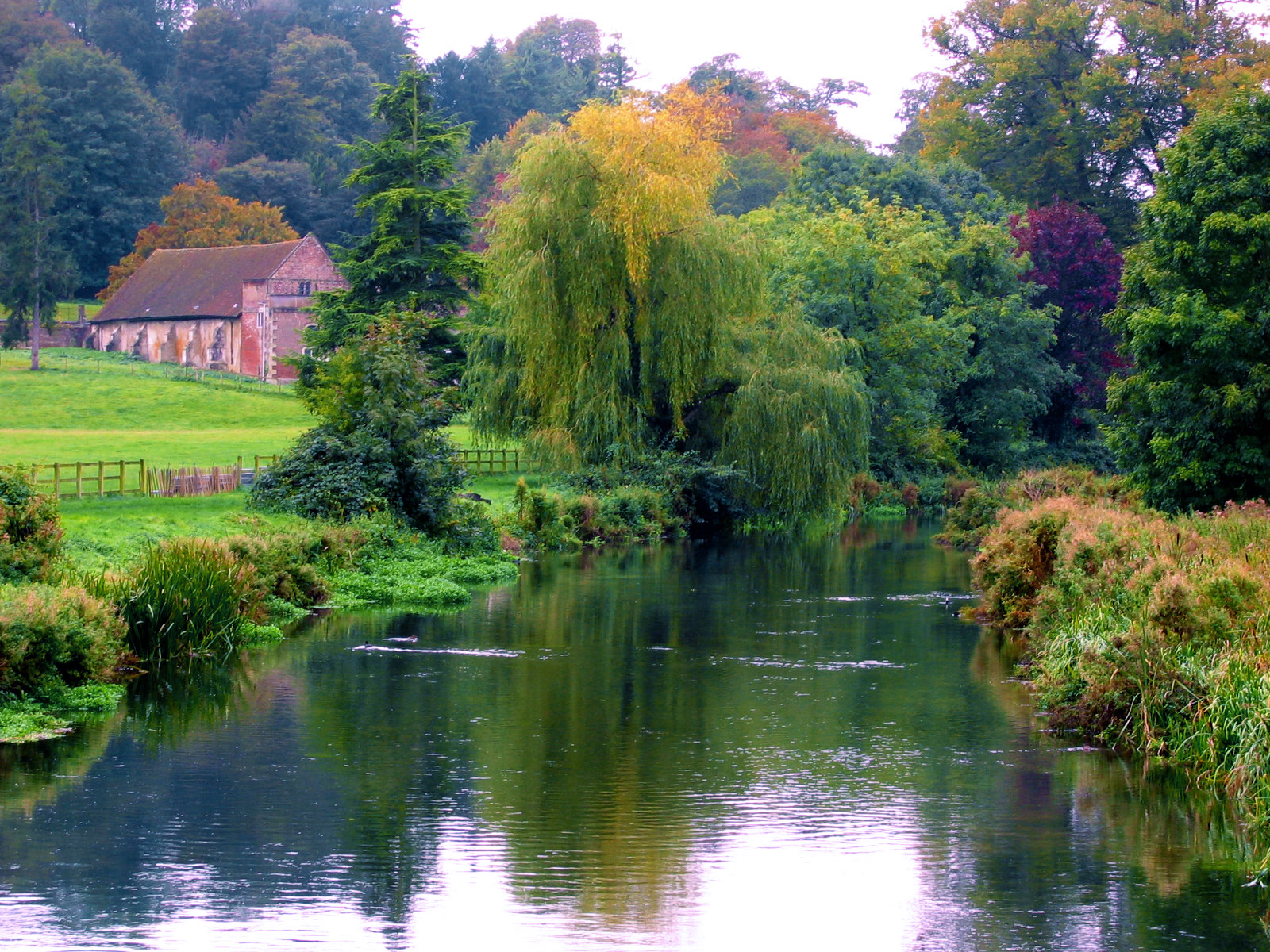
Vue des jardins
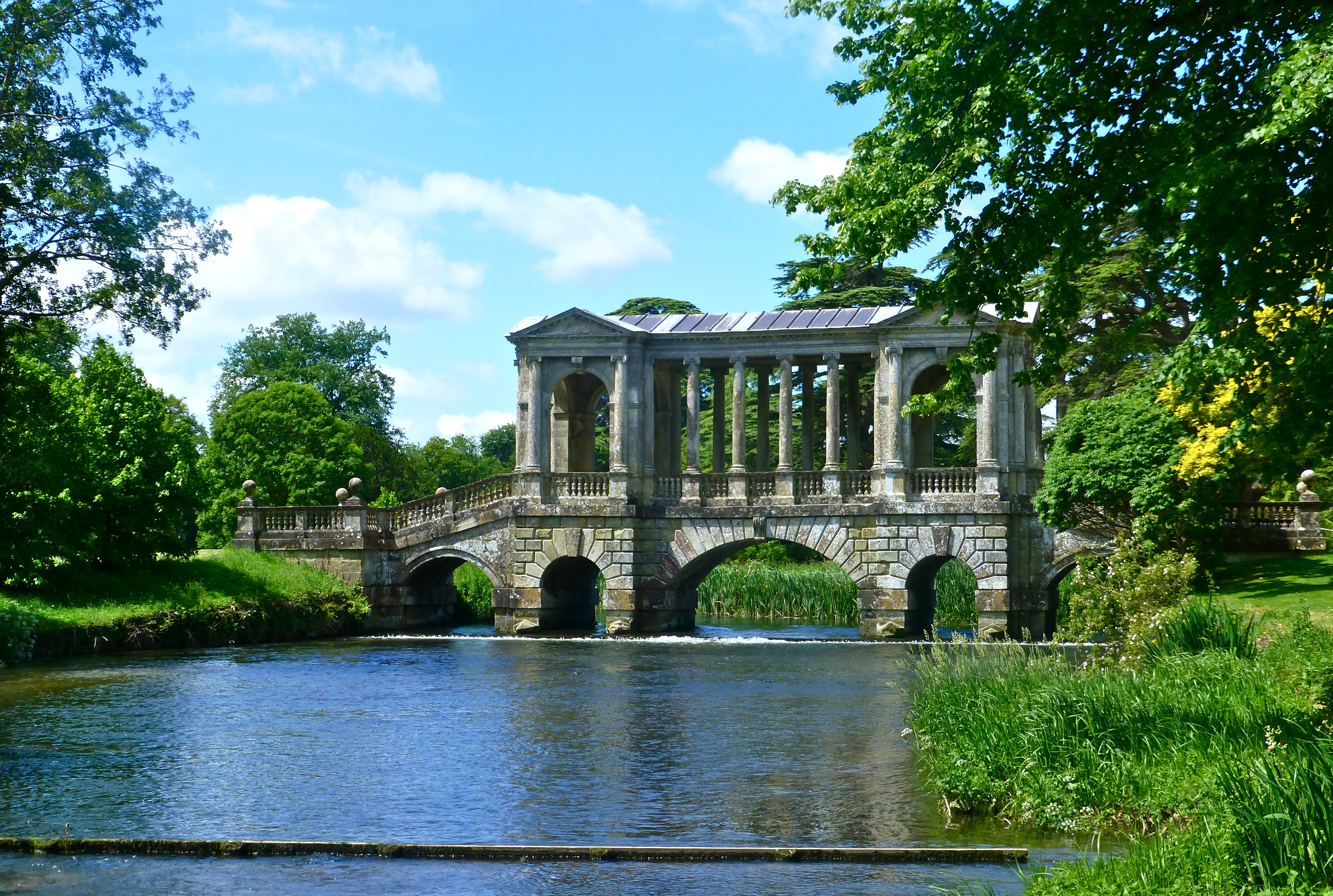
Le pont palladien